# دوزنده‌های موزائیکی
دوزنده‌های موزائیکی (نام علمی: Aeshna) نام یک سرده از تیره دوزندگان است.